# Promazin
Promazin ist eine heterocyclische, aromatische Verbindung aus der Gruppe der Thiazine und Grundkörper der Promazine. Es ist ein schwach potentes, klassisches Neuroleptikum aus der Gruppe der Phenothiazine. Es wurde 1950 von Rhône-Poulenc patentiert. Als Arzneistoff wurde es in Deutschland früher unter den Namen Protactyl und Sinophenin vermarktet. Es ist einer der ältesten Wirkstoffe zur Behandlung der Schizophrenie, wurde aber weitgehend von neueren Wirkstoffen verdrängt.

## Indikation
Psychotische Zustände. Manische Phase bei bipolaren Störungen. Psychomotorische Unruhe- und Spannungszustände, z. B. während eines  Alkoholentzugs. Spezifische Formen von Übelkeit und Brechreiz, wo Mittel der ersten Wahl kontraindiziert sind oder nicht die erwartete Wirkung erzielen.

## Wirkmechanismus
Promazin blockiert wie alle Phenothiazine eine ganze Reihe von Rezeptoren für Neurotransmitter, wie etwa D2-, α1-, 5-HT2-, H1- und M1-Rezeptoren, wodurch eine antipsychotische, sedierende, anti-adrenerge, antihistaminische, anticholinerge, ganglienblockierende, antiemetische und lokalanästhetische
Wirkung entstehen kann. Promazin wirkt zudem als FIASMA (funktioneller Hemmer der sauren Sphingomyelinase).
| Rezeptor                              | Ki (nM) | Referenz                                                                                    |
| ------------------------------------- | ------- | ------------------------------------------------------------------------------------------- |
| α1A-Adrenozeptor (Ratte)              | 3,74    | DrugMatrix In-vitro-Pharmakologie                                                           |
| α1B-Adrenozeptor (Ratte)              | 4,53    | DrugMatrix In-vitro-Pharmakologie                                                           |
| α1D-Adrenozeptor (Mensch)             | 6,18    | DrugMatrix In-vitro-Pharmakologie                                                           |
| α2A-Adrenozeptor (Mensch)             | 126     | DrugMatrix In-vitro-Pharmakologie                                                           |
| α2B-Adrenozeptor (Mensch)             | 8,42    | DrugMatrix In-vitro-Pharmakologie                                                           |
| α2C-Adrenozeptor (Mensch)             | 37      | DrugMatrix In-vitro-Pharmakologie                                                           |
| D1-Rezeptor (Mensch)                  | 1232    | DrugMatrix In-vitro-Pharmakologie                                                           |
| D2-Rezeptor (Mensch)                  | 168-300 | DrugMatrix In-vitro-Pharmakologie, J Pharmacol Exp Ther (2005) 315: 1278-87 [PMID 16135699] |
| D3-Rezeptor (Mensch)                  | 69-159  | DrugMatrix In-vitro-Pharmakologie, J Pharmacol Exp Ther (2005) 315: 1278-87 [PMID 16135699] |
| H1-Rezeptor (Mensch)                  | 0,4     | DrugMatrix In-vitro-Pharmakologie                                                           |
| H2-Rezeptor (Mensch)                  | 2810    | DrugMatrix In-vitro-Pharmakologie                                                           |
| M1-Rezeptor (Mensch)                  | 117     | DrugMatrix In-vitro-Pharmakologie                                                           |
| M2-Rezeptor (Mensch)                  | 387     | DrugMatrix In-vitro-Pharmakologie                                                           |
| M3-Rezeptor (Mensch)                  | 88      | DrugMatrix In-vitro-Pharmakologie                                                           |
| M4-Rezeptor (Mensch)                  | 42      | DrugMatrix In-vitro-Pharmakologie                                                           |
| M5-Rezeptor (Mensch)                  | 46      | DrugMatrix In-vitro-Pharmakologie                                                           |
| NET (Mensch)                          | 13      | DrugMatrix In-vitro-Pharmakologie                                                           |
| 5-HT1A-Rezeptor (Ratte)               | 2955    | DrugMatrix In-vitro-Pharmakologie                                                           |
| 5-HT2A-Rezeptor (Mensch)              | 6,7     | DrugMatrix In-vitro-Pharmakologie                                                           |
| 5-HT2B-Rezeptor (Mensch)              | 221     | DrugMatrix In-vitro-Pharmakologie                                                           |
| 5-HT2C-Rezeptor (Mensch)              | 52      | DrugMatrix In-vitro-Pharmakologie                                                           |
| 5-HT6-Rezeptor (Mensch)               | 127     | DrugMatrix In-vitro-Pharmakologie                                                           |
| SERT (Serotonin-Transporter) (Mensch) | 46      | DrugMatrix In-vitro-Pharmakologie                                                           |
| Sigma1-Rezeptor (Mensch)              | 114     | DrugMatrix In-vitro-Pharmakologie                                                           |

## Unerwünschte Wirkungen
Wie bei allen klassischen Neuroleptika können unter der Behandlung mit Promazin extrapyramidal-motorische Effekte auftreten.
Häufig treten Tagesmüdigkeit, Mundtrockenheit und Blutdruckschwankungen sowie Miktionsstörungen, Obstipation und Tachykardie auf. Diese unerwünschten Wirkungen (Nebenwirkungen) verschwinden bei Promazin im Verlauf der Behandlung oder lassen sich durch ein Herabsetzen der Dosis zurückdrängen.
Seltener treten Störungen der Hämatopoese, Cholestase, endokrine Störungen, Ekzeme und Photosensibilisierung auf, in Einzelfällen wurden auch Krampfanfälle oder Glaukombildung beobachtet. Auch Dyskinesien, nach langdauernder Behandlung auch Spätdyskinesien, können auftreten.
Sehr selten kommt es zur Entwicklung eines malignen neuroleptischen Syndroms mit Fieber, Muskelsteifigkeit und Bewusstseinstrübung.
Bei Langzeitbehandlung und/oder einer hohen Dosierung von Promazin kann es zu Einlagerungen in die Hornhaut und die Linse des Auges kommen.

## Handelsnamen
Prazine (CH), Protactyl (D, in Deutschland und Österreich gibt es keine Promazin-Präparate mehr).
Wird in der Schweiz noch von Ärzten verschrieben (Promazine HCI).